# Oddset
Oddset är ett samlingsnamn på av Svenska Spel anordnade vadhållningar gällande resultat i idrottstävlingar och i den årliga Eurovisionsschlagerfestivalen samt den svenska Melodifestivalen. Oddset anordnas i form av Lången, Matchen, Bomben, Mixen, Mixen XL, Powerplay och Challenge. 
Oddset infördes den 27 oktober 1986 då Tipstjänst skapade oddsspelen Lången, Matchen och Toppen. Den 4 april 2001 var det premiär för Bomben.  Svenska Spel ersatte spelformen Toppen med Mixen 2002. Sedan 1997 måste man ha fyllt 18 år för att spela på Oddset.